# Ян Ряпош
Ян Ряпош (словац. Ján Riapoš; (28 вересня 1968 , Гельпа, Брезно )) — словацький паралімпієць, який виступав у змаганнях із настільного тенісу. Чотириразовий паралімпійський чемпіон і срібний призер; титулованіший Ряпоша тільки Генрі Фаркаш (5 золотих, 1 срібна, 1 бронзова медалі). Він є головою Словацького паралімпійського комітету і головою Словацької асоціації спортсменів із обмеженими можливостями.

## Життєпис
У 1993 році потрапив в автомобільну аварію, отримавши травму спинного мозку.

### Спорт
На літніх Паралімпійських іграх 2012 року у Лондоні він досяг найбільшого успіху, здобувши перемогу як в індивідуальному заліку, так і в командному разом із Растіславом Ревуцьким і Мартіном Людровськім.
У 2016 році у віці 47 років виступив на Паралімпійських іграх у Ріо. В особистому турнірі поступився у чвертьфіналі чеху Іржі Суханеку, ставши в результаті п'ятим. У команді став четвертим.

### Поза спортом
З 2002 року Ряпош є головою Словацької асоціації спортсменів-інвалідів, а з 2003 року — головою Словацького паралімпійського комітету.
31 серпня 2006 року президент Словаччини Іван Гашпарович вручив йому орден Людовита Штура третього класу за видатні заслуги у розвитку спорту для людей з інвалідністю.
Ян Ряпош вивчав суспільні науки на факультеті охорони здоров'я та соціальної роботи університету у Трнаві.
Перед першим туром президентських виборів 2014 року він публічно підтримав кандидатуру Роберта Фіцо.
19 листопада 2018 року в Коледжі охорони здоров'я та соціальної роботи святої Єлизавети Яну Ряпошу було присвоєно звання почесного доктора (доктора філософії) «за представництво Словаччини за кордоном і 25 років роботи зі спортсменами з обмеженими можливостями».